# کارتین لیندال
کارتین لیندال (انگلیسی: Cathrine Lindahl؛ زادهٔ ۲۶ فوریه ۱۹۷۰) ورزشکار کرلینگ اهل سوئد بود. در سال ۱۹۹۷ او به تالار مشاهیر کرلینگ سوئد راه یافت.